# 天獄で悪魔がボクを魅惑する
『天獄で悪魔がボクを魅惑する』（てんごくであくまがボクをみわくする）は、銀河味めておによる漫画作品。ウェブコミック配信サイト『ドラドラしゃーぷ＃』（KADOKAWA）にて2022年3月25日より連載中。
北アメリカでは、エン・プレスが英語版を出版している。

## あらすじ
将来を約束した少女との約束を守り続けている少年謝花 薫（しゃばな かおる）が、入学した学園「鬼舞島学園」で遭遇する悪魔たちからの誘惑に耐える様子が物語の主題となっている。

## 登場人物
謝花 薫（しゃばな かおる）
鬼舞島学園に入学し、悪魔の「家畜」として過ごすことになった少年。身長は139cm。
甘楽 怜（かんら れい）
鬼舞島に棲む悪魔の一人であり、メインヒロイン。身長197cm、体重129kgという巨体であり、生徒会庶務を務めている。

## 書誌情報
- 銀河味めてお 『天獄で悪魔がボクを魅惑する』 KADOKAWA〈ドラゴンコミックスエイジ〉、既刊4巻（2025年4月9日現在）
  1. 2022年11月8日発売[5]、ISBN 978-4-04-074722-4
  2. 2023年8月9日発売[6]、ISBN 978-4-04-075077-4
  3. 2024年6月7日発売[7]、ISBN 978-4-04-075469-7
  4. 2025年4月9日発売[8]、ISBN 978-4-04-075866-4